# Gauzlin II de Maine
Gauzlin II (m. 914) fue un conde de Maine de 893 a 895, de la familia de los rorgónidas, hijo de Gosfrido, conde de Maine y marqués de Neustria.
No pudo heredar el cargo de su padre, siendo demasiado joven a la muerte de este último, y fue su primo, Ragenoldo, quien se convirtió en marqués de Neustria y conde de Maine. A la muerte de este último, Enrique fue designado como marqués de Neustria, y Roger se convirtió en conde de Maine. Gauzlin se alió con los robertinos y, cuando Eudes se convirtió en rey de Francia, destituyó a Roger y nombró a Gauzlin como conde de Maine. Pero Gauzlin no se pudo mantener, y Roger tomó nuevamente el control de Maine en 895.
Gauzlin continuó luchando contra Roger, después contra su hijo Hugo I. Acabaron haciendo las paces, y es probable que Hugo se casara con motivo de la paz con una hija de Gauzlin.